# شهرستان سودژانسکی
شهرستان سودژانسکی) (به لاتین: Sudzhansky District) یک شهرستان در روسیه است که در استان کورسک واقع شده‌است.